# Epiphora bouvieri
Epiphora bouvieri är en fjärilsart som beskrevs av Testout. 1936. Epiphora bouvieri ingår i släktet Epiphora och familjen påfågelsspinnare. Inga underarter finns listade i Catalogue of Life.